# Peerless (Automarke)
Peerless war eine britische Automarke.

## Unternehmensgeschichte
Das Unternehmen begann 1902 mit der Produktion von Automobilen. Der Markenname lautete Peerless. 1904 endete die Produktion. Es bestand keine Verbindung zur amerikanischen Peerless Motor Car Corporation, die ebenfalls Autos unter diesem Markennamen anboten.

## Fahrzeuge
Das erste Modell war der 8 HP, der 1902 auf der Cordingley Show in der Agricultural Hall in London präsentiert wurde. Der Motor war vorne im Fahrzeug montiert und trieb über eine Kardanwelle die Hinterachse an. Das Getriebe hatte drei Vorwärts- und einen Rückwärtsgang. 1904 ergänzten die stärkeren Modelle 10 HP und 12 HP das Sortiment.